# Воломша
Воломша — река в России, протекает в Кадыйском районе Костромской области. Устье реки находится в 49 км по левому берегу реки Нёмда. Длина реки составляет 11 км. В 6 км от устья по правому берегу принимает реку Погорелица.
Исток реки расположен в лесах в 11 км к востоку от посёлка Кадый. Течёт по ненаселённому лесу сначала на север, после впадения Погорелицы поворачивает на запад. Притоки — Погорелица и ручей Безымянный (правые). Впадает в Нёмду у деревни Селище.

## Данные водного реестра
По данным государственного водного реестра России относится к Верхневолжскому бассейновому округу, водохозяйственный участок реки — Волга от города Кострома до Горьковского гидроузла (Горьковское водохранилище), без реки Унжа, речной подбассейн реки — Волга ниже Рыбинского водохранилища до впадения Оки. Речной бассейн реки — (Верхняя) Волга до Куйбышевского водохранилища (без бассейна Оки).
Код объекта в государственном водном реестре — 08010300412110000014275.